# 5448 Siebold
5448 Siebold è un asteroide della fascia principale. Scoperto nel 1992, presenta un'orbita caratterizzata da un semiasse maggiore pari a 2,2215678 UA e da un'eccentricità di 0,1441651, inclinata di 4,83973° rispetto all'eclittica.